# 894 Erda
A 894 Erda (ideiglenes jelöléssel 1918 DT) a Naprendszer kisbolygóövében található aszteroida. Max Wolf fedezte fel 1918. június 4-én, Heidelbergben.